# ديفيد إف. وينشتاين
ديفيد إف. وينشتاين هو سياسي أمريكي، ولد في 17 يونيو 1936. نشط حزبياً في الحزب الديمقراطي. وقد انتخب عضو مجلس ولاية كارولاينا الشمالية ‏.